# Копчёнов, Константин Логинович
Константин Логинович Копчёнов (18 декабря 1910, Санкт-Петербург — 1974) — советский футболист, полузащитник.

## Биография
Окончил семилетнюю школу. Работал модельщиком на «Красном Путиловце». В 1934 году поступил в ГОЛИФК имени П. Ф. Лесгафта на отделение спортивных игр. Играл за команды института по футболу (1937), хоккею с мячом (мастер спорта), финалист Кубка СССР по хоккею с мячом 1937 года.
В 1938 году провёл 18 матчей в чемпионате СССР в составе «Сталинца», забил один гол. В 1939—1940 годах играл за «Авангард».
Во время Великой Отечественной войны воевал на Ленинградском фронте, на Дальнем Востоке, был командиром роты.
Награждён медалями «За боевые заслуги», «За оборону Ленинграда», «За победу над Германией в Великой Отечественной войне 1941—1945 гг.», «За победу над Японией».
Скончался в 1974 году. Похоронен на Северном кладбище.
Сын Дмитрий — хоккеист СКА.